# 倉田淳
倉田 淳（くらた じゅん）は、日本の脚本家、演出家である。東京都出身で、男優集団劇団Studio Lifeの唯一の女性として、脚本、演出を手掛ける。

## 人物
1976年に演劇集団「円」研究所の第一期生として入所。卒業後は研究所の講師として在籍し、芥川比呂志に師事したほか、80年まで演出助手を務めた。講師時代の教え子には演劇集団「円」出身の大物俳優もいた。。
東京生まれ。1985年に河内喜一朗とともに劇団Studio Lifeを結成し、ほとんどの作品の脚本と演出を手掛ける。英国の演劇事情にも通じており、1991年より、ロンドン、ニューヨークで日本人俳優のためのアクターズ・スタジオ正会員講師によるワークショップを企画・開催している。。

## 主な脚本演出作品
- 「WHITE」(作：倉田淳)
- 「TAMAGOYAKI」(作：倉田淳)
- 「PANSY MAZE」(作：倉田淳)
- 「トーマの心臓」(原作：萩尾望都)
- 「ヴェニスに死す」(原作：トーマス・マン)
- 「HAPPY FAMILIES」 (原作：デボラ・ラヴィン)
- 「訪問者」(原作：萩尾望都)
- 「ヴァンパイアレジェンド」(原作：ジョゼフ・シェリダン・レ・ファニュ「カーミラ」)
- 「訪問者」連鎖公演 (原作：萩尾望都)
- 「死の泉」(原作：皆川博子)
- 「THREE MEN IN A BOAT+ワン」
- 「桜の園」(原作：アントン・チェーホフ)
- 「DRACULA」(原作：ブラム・ストーカー)
- 「黒いチューリップ」(原作：アレクサンドル・デュマ・ペール)
- 「Sons」(原作：三原順)
- 「月の子」(原作：清水玲子)
- 「LILIES」(原作：ミシェル・マーク・ブシャルド)
- 「OZ」(原作：樹なつみ)
- 「パサジェルカ　女船客～秘した過去が手招く旅路～」
- 「メッシュ」(原作：萩尾望都)
- 「白夜行」(原作：東野圭吾)
- 「夏の夜の夢」
- 「銀のキス」
- 「DAISY PULLS IT OFF」
- 「Romeo＆Juliet」
- 「アドルフに告ぐ」(原作：手塚治虫)
- 「マージナル」(原作：萩尾望都)
- 「カリフォルニア物語」 (原作：吉田秋生）
- 「十二夜」
- 「じゃじゃ馬ならし」
- 「PHANTOM　The untold story ～語られざりし物語～」（スーザン・ケイ)
- 「天守物語」(原作：泉鏡花)
- 「続・11人いる」(原作：萩尾望都)
- 「少年十字軍」(原作：皆川博子)
- 「BLOOD RELATIONS～血のつながり」(原作：シャロン・ポーロック/演出：倉田淳)
- 「エッグ・スタンド」(原作：萩尾望都/脚本・演出：倉田淳)
- 「THE SMALL POPPIES」(原作：DAVID HOLMAN/上演台本・演出：倉田淳)
- 「卒塔婆小町 (戯曲)」(原作：三島由紀夫/演出：倉田淳)
- 「はみだしっ子」(原作：三原順/脚本・演出：倉田淳)
- 「VANITIES」(原作：ジャック・ハイフナー/翻訳：青井陽治/演出：倉田淳)
- 「バタフライはフリー」(原作：レオナルド・ガーシュ/翻訳：黒田絵美子/演出：倉田淳)
- 「ぷろぐれす」(原作：ルイーザ・メイ・オルコット「若草物語」より/脚本・演出：倉田淳)[3]